# Erroc
 (juin 2019).
Si vous disposez d'ouvrages ou d'articles de référence ou si vous connaissez des sites web de qualité traitant du thème abordé ici, merci de compléter l'article en donnant les références utiles à sa vérifiabilité et en les liant à la section « Notes et références ».
Erroc, de son vrai nom Gilles Corre, est un dessinateur et scénariste français de bande dessinée né le 25 juin 1961 à Choisy-le-Roi (Val-de-Marne). Il a créé plusieurs séries humoristiques mais il est surtout connu comme concepteur et scénariste de la série Les Profs (Bamboo Édition)

## Biographie
Influencé dans son enfance par des bandes dessinées comme Astérix, Tintin, Lucky Luke, à l'âge de dix ans, il crée son premier petit journal, Triffouilly, s’inspirant du magazine Spirou.[réf. nécessaire] Après des études en sociologie et un premier emploi à l’ANPE, il fait ses débuts dans l’édition de bande dessinée en 1989, travaillant pour les éditions Vaillant et collaborant au magazine Pif Gadget,.
Scénariste, il dessine également la série Hercule avec Yannick. Après l'arrêt du magazine, il rejoint Disney Hachette Presse, en tant que scénariste, mais aussi journaliste pour Le Couac, dans Super Picsou Géant, avec Jean-Luc Cochet et Didier Le Bornec, (plus Philippe Larbier, puis Franck Muller pour les illustrations). En 1999, débute la série Les Profs dans Le Journal de Mickey, avec Pica au dessin, publiée en albums chez Bamboo Édition. Erroc est également l'auteur et le dessinateur de la série Raoul et Fernand chez le même éditeur. Il entreprend un polar réaliste avec François Dimberton en écrivant Le Dessinateur, un diptyque publié dans la collection Grand Angle et dessiné par Jean Trolley.
Erroc a par ailleurs participé à l'édition anniversaire 2010 du Petit Larousse en illustrant des mots de la langue française.
Sous son vrai nom, il a écrit deux livres jeunesse illustrés par Caroline Hesnard et édités par Balivernes éditions : Princesse Léa et le fantôme d'Alphonse III  et Princesse Léa et le cartable magique .
En 2013, Boulard, le cancre de la série Les Profs, devient le héros de sa propre série, dessinée par Alain Mauricet puis par Stédo. Cette même année, Les Profs fait l'objet d'une adaptation cinématographique réalisée par Pierre-François Martin-Laval, qui va attirer près de 4 millions de spectateurs en salles. Une suite, Les Profs 2, sort en 2015. 
En 2018, après 10 ans d'absence, Raoul et Fernand reviennent dans le tome 4 : La pizza infernale.

## Œuvres
- Les Profs (dessin Pica et Simon Léturgie)
- Hors-série : Les profs refont l'histoire (2008)  (ISBN 978-2-35078-387-1)
- Roman jeunesse: Virus au bahut (2010)
- Boulard (dessin Mauricet/Stédo)
- Cubitus (Les nouvelles aventures de) (à-partir du tome 7)
- Raoul & Fernand, Bamboo :

1. La Fureur de vivre, 2001[9]
2. Le Frigo de l'angoisse, 2004
3. La Loi du canapé, 2007
4. La Pizza infernale, 2018

- Drôles de Pin-ups (2004) (dessin Herval)
- Les amours compliquées de Roméo et Juliette (dessin Rodrigue) :
- Le Dessinateur (coscénario Dimberton, dessin Trolley) :
- Rock'n'vrac (2011) (coscénario : Magik Team, dessin Janvier)
- Les énigmes de Léo (2013) (dessin Larbier)
- Magicland (dessin de Yannick) Bamboo Édition (ISBN 978-2-81890-999-7)
- Les aventures de Courtemanche (1995) (dessin Marty)
- SOS Shobiz, scénario avec Olivier Sulpice, dessin de Stédo, Bamboo, 2002[10].

## Prix
- 2001 : Alph-Art jeunesse 9-12 ans du festival d'Angoulême pour Les Profs, t. 1 (avec Pica)[11]